# 14e étape du Tour de France 2025
Pour un article plus général, voir Tour de France 2025.
La 14e étape du Tour de France 2025 se déroule le samedi 19 juillet 2025 entre Pau et Luchon-Superbagnères, sur une distance de 182,6 km.

## Parcours de l'étape
La quatorzième étape du Tour s’étend sur 182,6 km entre Pau et Luchon-Superbagnères, au cœur des Pyrénées. Elle constitue l’un des temps forts montagneux de l’édition, avec près de 4 950 m de dénivelé positif. Après une première partie relativement roulante jusqu’à Luz-Saint-Sauveur, lieu du seul sprint intermédiaire de la journée, les coureurs attaquent l’ascension du col du Tourmalet (19 km à 7,4 %), propice aux premières offensives. La descente mène ensuite vers Sainte-Marie-de-Campan, avant l’enchaînement du col d’Aspin (5 km à 7,6 %) puis du col de Peyresourde (7,1 km à 7,8 %). L’explication finale se jouera dans la montée vers Luchon-Superbagnères (12,4 km à 7,3 %), avec une arrivée jugée au sommet, au bout d’une ligne droite finale de 80 mètres. Cette étape, à fort relief, devrait être déterminante pour le classement général et les ambitions des grimpeurs.
L'arrivée est jugée à la station de Luchon-Superbagnères après trente-six ans d'absence sur le parcours de la Grande Boucle. Ce retour est possible grâce à l'aménagement de la nouvelle route d'accès à la station, avec un pont de 60 mètres sur la rivière Pique pour remplacer l'accès via deux petits ponts vieillissants.

## Déroulement de la course
Pour cette 14e étape, 170 coureurs ont au menu, entre autres, l'ascension du mythique col du Tourmalet et de Superbagnères. Dès le départ, l'Américain Quinn Simmons (Lidl-Trek) attaque pour se porter à l'avant, sans réussir à s'échapper. Plusieurs coureurs essayent également de partir, mais aucune échappée ne parvient à se former. Son coéquipier Jonathan Milan, porteur du maillot vert, attaque à son tour afin de glaner des points au sprint intermédiaire situé au km 70 et compte jusqu'à 17 secondes d'avance sur le peloton. Après avoir abandonné son effort solitaire, l'Italien est repris. Suite à une tentative d'échappée avortée du Britannique Fred Wright (Bahrain Victorious), le peloton se reforme. À 141 km de l'arrivée, un petit groupe d'une quinzaine de coureurs se détache et tente de partir. On y trouve, entre autres, l'Irlandais Ben Healy (EF Education-EasyPost), le Britannique Geraint Thomas (Ineos Grenadiers) ainsi que les Français Valentin Madouas et Guillaume Martin-Guyonnet (tous deux de Groupama-FDJ). Le peloton les reprend quelques kilomètres plus loin. Au km 54, Geraint Thomas, Quentin Pacher (Groupama-FDJ) et Mattéo Vercher (TotalEnergies) sortent du peloton et prennent 25 secondes d'avance, mais sont repris au km 66, à quelques kilomètres du sprint intermédiaire remporté par Jonathan Milan.   
Les coureurs empruntent le col du Tourmalet (19 km à 7,4 %) : dès les premières pentes, le Belge Remco Evenepoel (Soudal Quick-Step), maillot blanc, se retrouve en difficulté et seul : il accuse un retard de 1 min 49 s et abandonne au km 82 (non sans avoir sportivement donné son dernier bidon à un jeune supporter au bord de la route), au même titre que le Danois Mattias Skjelmose (Lidl-Trek), victime d'une grosse chute un peu plus tôt au km 53. 
À 107 km de l'arrivée, une dizaine de coureurs sortent du groupe maillot jaune dont le Français Lenny Martinez (Bahrain Victorious) : un trio se détache, composé de Martinez, Thymen Arensman (Ineos Grenadiers) et Einer Rubio (Movistar). Le Français Valentin Paret-Peintre (Soudal Quick-Step) les rejoint un peu plus loin. Quatre hommes reviennent alors sur le quatuor : Ben O'Connor (Jayco AlUla), Gregor Mühlberger (Movistar), Tobias Johannessen (Uno-X Mobility) et Ben Healy. À 10 km du sommet du Tourmalet, Martinez et Arensman accélèrent et prennent la tête de la course. Le groupe maillot jaune est pointé à 1 min 9 s. Martinez part seul à 7 km du sommet, il prend rapidement 23 secondes d'avance sur ses poursuivants et 2 min 6 s sur le groupe maillot jaune. Au sommet, il a 1 min 45 s d'avance sur le groupe des poursuivants et 3 min 33 s sur le groupe du maillot jaune Tadej Pogačar (UAE Emirates XRG). Dans la descente du Tourmalet, Martinez perd 1 minute et entame l'ascension du col d'Aspin (5,4 km à 7,4 %). Il bascule seul en tête dans la descente de l’Aspin avec 40 secondes d'avance sur l'Américain Sepp Kuss (Visma-Lease a Bike) et Valentin Paret-Peintre qui le rejoignent à 58 km de l'arrivée. Le trio est à son tour rejoint au km 144, dans l'ascension du col de Peyresourde (7,1 km à 8,1 %), par six hommes qui étaient partis en contre, Adam Yates (UAE Emirates XRG), Carlos Rodríguez (Ineos Grenadiers), Tobias Johannessen, Ben O'Connor, Einer Rubio et Thymen Arensman. Ce dernier attaque dans la montée et fait exploser l'échappée. Il passe seul en tête au sommet du col et se dirige, avec 1 min 30 s d'avance sur ses poursuivants, vers la dernière ascension du jour : la montée vers la station de Luchon-Superbagnères (12,6 km à 7,5 %). À 11 km de l'arrivée, il possède 2 min 21 s d'avance sur le groupe des poursuivants et 3 min 7 s sur le groupe maillot jaune. L'Autrichien Felix Gall (Decathlon-AG2R La Mondiale) attaque à 7 km du terme de l'étape mais est rejoint un peu plus haut. À 3 km de l'arrivée, les deux premiers du classement général, Pogačar et Vingegaard (Visma-Lease a Bike), s'attaquent mutuellement et partent à la poursuite du Néerlandais. Celui-ci remporte toutefois l’étape à Superbagnères, en parvenant à conserver une avance de 1 min 8 s sur le Slovène et 1 min 12 s sur le Danois.

## Résultats
Cette section présente les résultats et prix obtenus au cours de l'étape.

### Classement de l'étape
| Classement de la 14e étape | Classement de la 14e étape | Classement de la 14e étape | Classement de la 14e étape | Classement de la 14e étape |
|                            | Coureur                    | Pays                       | Équipe                     | Temps                      |
| -------------------------- | -------------------------- | -------------------------- | -------------------------- | -------------------------- |
| 1er                        | Thymen Arensman            | Pays-Bas                   | Ineos Grenadiers           | en 4 h 53 min 35 s         |
| 2e                         | Tadej Pogačar              | Slovénie                   | UAE Emirates XRG           | + 1 min 8 s                |
| 3e                         | Jonas Vingegaard           | Danemark                   | Visma-Lease a Bike         | + 1 min 12 s               |
| 4e                         | Felix Gall                 | Autriche                   | Decathlon-AG2R La Mondiale | + 1 min 19 s               |
| 5e                         | Florian Lipowitz           | Allemagne                  | Red Bull-Bora-Hansgrohe    | + 1 min 25 s               |
| 6e                         | Oscar Onley                | Royaume-Uni                | Picnic-PostNL              | + 2 min 9 s                |
| 7e                         | Ben Healy                  | Irlande                    | EF Education-EasyPost      | + 2 min 46 s               |
| 8e                         | Primož Roglič              | Slovénie                   | Red Bull-Bora-Hansgrohe    | + 2 min 46 s               |
| 9e                         | Tobias Johannessen         | Norvège                    | Uno-X Mobility             | + 2 min 59 s               |
| 10e                        | Kévin Vauquelin            | France                     | Arkéa-B&B Hotels           | + 3 min 8 s                |
| modifier                   |                            |                            |                            |                            |

### Bonifications en temps
|   | Coureur          | Pays     | Équipe             | Bonifications |
| - | ---------------- | -------- | ------------------ | ------------- |
| 1 | Thymen Arensman  | Pays-Bas | Ineos Grenadiers   | 10 s          |
| 2 | Tadej Pogačar    | Slovénie | UAE Emirates XRG   | 6 s           |
| 3 | Jonas Vingegaard | Danemark | Visma-Lease a Bike | 4 s           |

### Points attribués
| Sprint intermédiaire Esquièze-Sère (km 70,1) | Sprint intermédiaire Esquièze-Sère (km 70,1) | Sprint intermédiaire Esquièze-Sère (km 70,1) | Sprint intermédiaire Esquièze-Sère (km 70,1) | Sprint intermédiaire Esquièze-Sère (km 70,1) |
| -------------------------------------------- | -------------------------------------------- | -------------------------------------------- | -------------------------------------------- | -------------------------------------------- |
|                                              | Coureur                                      | Pays                                         | Équipe                                       | Point(s)                                     |
| 1er                                          | Jonathan Milan                               | Italie                                       | Lidl-Trek                                    | 20                                           |
| 2e                                           | Mathieu van der Poel                         | Pays-Bas                                     | Alpecin-Deceuninck                           | 17                                           |
| 3e                                           | Biniam Girmay                                | Érythrée                                     | Intermarché-Wanty                            | 15                                           |
| 4e                                           | Anthony Turgis                               | France                                       | TotalEnergies                                | 13                                           |
| 5e                                           | Quinn Simmons                                | États-Unis                                   | Lidl-Trek                                    | 11                                           |
| 6e                                           | Ewen Costiou                                 | France                                       | Arkéa-B&B Hotels                             | 10                                           |
| 7e                                           | Julian Alaphilippe                           | France                                       | Tudor                                        | 9                                            |
| 8e                                           | Matteo Trentin                               | Italie                                       | Tudor                                        | 8                                            |
| 9e                                           | Matîs Louvel                                 | France                                       | Israel-Premier Tech                          | 7                                            |
| 10e                                          | Michael Storer                               | Australie                                    | Tudor                                        | 6                                            |
| 11e                                          | Marius Mayrhofer                             | Allemagne                                    | Tudor                                        | 5                                            |
| 12e                                          | Tim Wellens                                  | Belgique                                     | UAE Emirates XRG                             | 4                                            |
| 13e                                          | Tadej Pogačar                                | Slovénie                                     | UAE Emirates XRG                             | 3                                            |
| 14e                                          | Ben O'Connor                                 | Australie                                    | Jayco AlUla                                  | 2                                            |
| 15e                                          | Simone Consonni                              | Italie                                       | Lidl-Trek                                    | 1                                            |
| modifier                                     |                                              |                                              |                                              |                                              |

| Arrivée d'étape Luchon-Superbagnères (km 182,6) | Arrivée d'étape Luchon-Superbagnères (km 182,6) | Arrivée d'étape Luchon-Superbagnères (km 182,6) | Arrivée d'étape Luchon-Superbagnères (km 182,6) | Arrivée d'étape Luchon-Superbagnères (km 182,6) |
| ----------------------------------------------- | ----------------------------------------------- | ----------------------------------------------- | ----------------------------------------------- | ----------------------------------------------- |
|                                                 | Coureur                                         | Pays                                            | Équipe                                          | Point(s)                                        |
| 1er                                             | Thymen Arensman                                 | Pays-Bas                                        | Ineos Grenadiers                                | 20                                              |
| 2e                                              | Tadej Pogačar                                   | Slovénie                                        | UAE Emirates XRG                                | 17                                              |
| 3e                                              | Jonas Vingegaard                                | Danemark                                        | Visma-Lease a Bike                              | 15                                              |
| 4e                                              | Felix Gall                                      | Autriche                                        | Decathlon-AG2R La Mondiale                      | 13                                              |
| 5e                                              | Florian Lipowitz                                | Allemagne                                       | Red Bull-Bora-Hansgrohe                         | 11                                              |
| 6e                                              | Oscar Onley                                     | Royaume-Uni                                     | Picnic-PostNL                                   | 10                                              |
| 7e                                              | Ben Healy                                       | Irlande                                         | EF Education-EasyPost                           | 9                                               |
| 8e                                              | Primož Roglič                                   | Slovénie                                        | Red Bull-Bora-Hansgrohe                         | 8                                               |
| 9e                                              | Tobias Johannessen                              | Norvège                                         | Uno-X Mobility                                  | 7                                               |
| 10e                                             | Kévin Vauquelin                                 | France                                          | Arkéa-B&B Hotels                                | 6                                               |
| 11e                                             | Carlos Rodríguez                                | Espagne                                         | Ineos Grenadiers                                | 5                                               |
| 12e                                             | Harold Tejada                                   | Colombie                                        | XDS Astana                                      | 4                                               |
| 13e                                             | Jordan Jegat                                    | France                                          | TotalEnergies                                   | 3                                               |
| 14e                                             | Adam Yates                                      | Royaume-Uni                                     | UAE Emirates XRG                                | 2                                               |
| 15e                                             | Einer Rubio Reyes                               | Colombie                                        | Movistar                                        | 1                                               |
| modifier                                        |                                                 |                                                 |                                                 |                                                 |

### Cols et côtes
| Col du Tourmalet Souvenir Jacques-Goddet (km 89,5) Hors catégorie (19,0 km à 7,4 %) | Col du Tourmalet Souvenir Jacques-Goddet (km 89,5) Hors catégorie (19,0 km à 7,4 %) | Col du Tourmalet Souvenir Jacques-Goddet (km 89,5) Hors catégorie (19,0 km à 7,4 %) | Col du Tourmalet Souvenir Jacques-Goddet (km 89,5) Hors catégorie (19,0 km à 7,4 %) | Col du Tourmalet Souvenir Jacques-Goddet (km 89,5) Hors catégorie (19,0 km à 7,4 %) |
| ----------------------------------------------------------------------------------- | ----------------------------------------------------------------------------------- | ----------------------------------------------------------------------------------- | ----------------------------------------------------------------------------------- | ----------------------------------------------------------------------------------- |
|                                                                                     | Coureur                                                                             | Pays                                                                                | Équipe                                                                              | Point(s)                                                                            |
| 1er                                                                                 | Lenny Martinez                                                                      | France                                                                              | Bahrain Victorious                                                                  | 20                                                                                  |
| 2e                                                                                  | Michael Woods                                                                       | Canada                                                                              | Israel-Premier Tech                                                                 | 15                                                                                  |
| 3e                                                                                  | Aleksandr Vlasov                                                                    | Bannière neutre                                                                     | Red Bull-Bora-Hansgrohe                                                             | 12                                                                                  |
| 4e                                                                                  | Thymen Arensman                                                                     | Pays-Bas                                                                            | Ineos Grenadiers                                                                    | 10                                                                                  |
| 5e                                                                                  | Valentin Paret-Peintre                                                              | France                                                                              | Soudal Quick-Step                                                                   | 8                                                                                   |
| 6e                                                                                  | Sepp Kuss                                                                           | États-Unis                                                                          | Visma-Lease a Bike                                                                  | 6                                                                                   |
| 7e                                                                                  | Michael Storer                                                                      | Australie                                                                           | Tudor                                                                               | 4                                                                                   |
| 8e                                                                                  | Einer Rubio Reyes                                                                   | Colombie                                                                            | Movistar                                                                            | 2                                                                                   |
| modifier                                                                            |                                                                                     |                                                                                     |                                                                                     |                                                                                     |

| Col d'Aspin (km 119,3) 2e catégorie (5,0 km à 7,6 %) | Col d'Aspin (km 119,3) 2e catégorie (5,0 km à 7,6 %) | Col d'Aspin (km 119,3) 2e catégorie (5,0 km à 7,6 %) | Col d'Aspin (km 119,3) 2e catégorie (5,0 km à 7,6 %) | Col d'Aspin (km 119,3) 2e catégorie (5,0 km à 7,6 %) |
| ---------------------------------------------------- | ---------------------------------------------------- | ---------------------------------------------------- | ---------------------------------------------------- | ---------------------------------------------------- |
|                                                      | Coureur                                              | Pays                                                 | Équipe                                               | Point(s)                                             |
| 1er                                                  | Lenny Martinez                                       | France                                               | Bahrain Victorious                                   | 5                                                    |
| 2e                                                   | Sepp Kuss                                            | États-Unis                                           | Visma-Lease a Bike                                   | 3                                                    |
| 3e                                                   | Valentin Paret-Peintre                               | France                                               | Soudal Quick-Step                                    | 2                                                    |
| 4e                                                   | Michael Woods                                        | Canada                                               | Israel-Premier Tech                                  | 1                                                    |
| modifier                                             |                                                      |                                                      |                                                      |                                                      |

| Col de Peyresourde (km 150,1) 1re catégorie (7,1 km à 7,8 %) | Col de Peyresourde (km 150,1) 1re catégorie (7,1 km à 7,8 %) | Col de Peyresourde (km 150,1) 1re catégorie (7,1 km à 7,8 %) | Col de Peyresourde (km 150,1) 1re catégorie (7,1 km à 7,8 %) | Col de Peyresourde (km 150,1) 1re catégorie (7,1 km à 7,8 %) |
| ------------------------------------------------------------ | ------------------------------------------------------------ | ------------------------------------------------------------ | ------------------------------------------------------------ | ------------------------------------------------------------ |
|                                                              | Coureur                                                      | Pays                                                         | Équipe                                                       | Point(s)                                                     |
| 1er                                                          | Thymen Arensman                                              | Pays-Bas                                                     | Ineos Grenadiers                                             | 10                                                           |
| 2e                                                           | Lenny Martinez                                               | France                                                       | Bahrain Victorious                                           | 8                                                            |
| 3e                                                           | Valentin Paret-Peintre                                       | France                                                       | Soudal Quick-Step                                            | 6                                                            |
| 4e                                                           | Tobias Johannessen                                           | Norvège                                                      | Uno-X Mobility                                               | 4                                                            |
| 5e                                                           | Carlos Rodríguez                                             | Espagne                                                      | Ineos Grenadiers                                             | 2                                                            |
| 6e                                                           | Einer Rubio Reyes                                            | Colombie                                                     | Movistar                                                     | 1                                                            |
| modifier                                                     |                                                              |                                                              |                                                              |                                                              |

| Luchon-Superbagnères (km 182,6) Hors catégorie (12,4 km à 7,3 %) | Luchon-Superbagnères (km 182,6) Hors catégorie (12,4 km à 7,3 %) | Luchon-Superbagnères (km 182,6) Hors catégorie (12,4 km à 7,3 %) | Luchon-Superbagnères (km 182,6) Hors catégorie (12,4 km à 7,3 %) | Luchon-Superbagnères (km 182,6) Hors catégorie (12,4 km à 7,3 %) |
| ---------------------------------------------------------------- | ---------------------------------------------------------------- | ---------------------------------------------------------------- | ---------------------------------------------------------------- | ---------------------------------------------------------------- |
|                                                                  | Coureur                                                          | Pays                                                             | Équipe                                                           | Point(s)                                                         |
| 1er                                                              | Thymen Arensman                                                  | Pays-Bas                                                         | Ineos Grenadiers                                                 | 20                                                               |
| 2e                                                               | Tadej Pogačar                                                    | Slovénie                                                         | UAE Emirates XRG                                                 | 15                                                               |
| 3e                                                               | Jonas Vingegaard                                                 | Danemark                                                         | Visma-Lease a Bike                                               | 12                                                               |
| 4e                                                               | Felix Gall                                                       | Autriche                                                         | Decathlon-AG2R La Mondiale                                       | 10                                                               |
| 5e                                                               | Florian Lipowitz                                                 | Allemagne                                                        | Red Bull-Bora-Hansgrohe                                          | 8                                                                |
| 6e                                                               | Oscar Onley                                                      | Royaume-Uni                                                      | Picnic-PostNL                                                    | 6                                                                |
| 7e                                                               | Ben Healy                                                        | Irlande                                                          | EF Education-EasyPost                                            | 4                                                                |
| 8e                                                               | Primož Roglič                                                    | Slovénie                                                         | Red Bull-Bora-Hansgrohe                                          | 2                                                                |
| modifier                                                         |                                                                  |                                                                  |                                                                  |                                                                  |

### Souvenir Jacques-Goddet
Le Souvenir Jacques-Goddet récompense le coureur passé en tête au sommet du col du Tourmalet :
- Lenny Martinez (Bahrain Victorious)

### Prix de la combativité
- Lenny Martinez (Bahrain Victorious)

## Classements à l'issue de l'étape
Cette section présente le classement général et les différents classements annexes à l'issue de l'étape.

### Classement général
| Classement général | Classement général | Classement général | Classement général         | Classement général  |
|                    | Coureur            | Pays               | Équipe                     | Temps               |
| ------------------ | ------------------ | ------------------ | -------------------------- | ------------------- |
| 1er                | Tadej Pogačar      | Slovénie           | UAE Emirates XRG           | en 50 h 40 min 28 s |
| 2e                 | Jonas Vingegaard   | Danemark           | Visma-Lease a Bike         | + 4 min 13 s        |
| 3e                 | Florian Lipowitz   | Allemagne          | Red Bull-Bora-Hansgrohe    | + 7 min 53 s        |
| 4e                 | Oscar Onley        | Royaume-Uni        | Picnic-PostNL              | + 9 min 18 s        |
| 5e                 | Kévin Vauquelin    | France             | Arkéa-B&B Hotels           | + 10 min 21 s       |
| 6e                 | Primož Roglič      | Slovénie           | Red Bull-Bora-Hansgrohe    | + 10 min 34 s       |
| 7e                 | Felix Gall         | Autriche           | Decathlon-AG2R La Mondiale | + 12 min 0 s        |
| 8e                 | Tobias Johannessen | Norvège            | Uno-X Mobility             | + 12 min 33 s       |
| 9e                 | Ben Healy          | Irlande            | EF Education-EasyPost      | + 18 min 41 s       |
| 10e                | Carlos Rodríguez   | Espagne            | Ineos Grenadiers           | + 22 min 57 s       |
| modifier           |                    |                    |                            |                     |

| Classement par points | Classement par points | Classement par points | Classement par points | Classement par points |
| --------------------- | --------------------- | --------------------- | --------------------- | --------------------- |
|                       | Coureur               | Pays                  | Équipe                | Point(s)              |
| 1er                   | Jonathan Milan        | Italie                | Lidl-Trek             | 251 points            |
| 2e                    | Tadej Pogačar         | Slovénie              | UAE Emirates XRG      | 223 pts               |
| 3e                    | Mathieu van der Poel  | Pays-Bas              | Alpecin-Deceuninck    | 190 pts               |
| 4e                    | Biniam Girmay         | Érythrée              | Intermarché-Wanty     | 169 pts               |
| 5e                    | Tim Merlier           | Belgique              | Soudal Quick-Step     | 150 pts               |
| 6e                    | Jonas Vingegaard      | Danemark              | Visma-Lease a Bike    | 135 pts               |
| 7e                    | Anthony Turgis        | France                | TotalEnergies         | 130 pts               |
| 8e                    | Quinn Simmons         | États-Unis            | Lidl-Trek             | 93 pts                |
| 9e                    | Jonas Abrahamsen      | Norvège               | Uno-X Mobility        | 90 pts                |
| 10e                   | Oscar Onley           | Royaume-Uni           | Picnic-PostNL         | 88 pts                |
| modifier              |                       |                       |                       |                       |

| Classement du meilleur grimpeur | Classement du meilleur grimpeur | Classement du meilleur grimpeur | Classement du meilleur grimpeur | Classement du meilleur grimpeur |
| ------------------------------- | ------------------------------- | ------------------------------- | ------------------------------- | ------------------------------- |
|                                 | Coureur                         | Pays                            | Équipe                          | Point(s)                        |
| 1er                             | Lenny Martinez                  | France                          | Bahrain Victorious              | 60 points                       |
| 2e                              | Tadej Pogačar                   | Slovénie                        | UAE Emirates XRG                | 52 pts                          |
| 3e                              | Thymen Arensman                 | Pays-Bas                        | Ineos Grenadiers                | 48 pts                          |
| 4e                              | Jonas Vingegaard                | Danemark                        | Visma-Lease a Bike              | 39 pts                          |
| 5e                              | Michael Woods                   | Canada                          | Israel-Premier Tech             | 38 pts                          |
| 6e                              | Florian Lipowitz                | Allemagne                       | Red Bull-Bora-Hansgrohe         | 24 pts                          |
| 7e                              | Ben Healy                       | Irlande                         | EF Education-EasyPost           | 20 pts                          |
| 8e                              | Valentin Paret-Peintre          | France                          | Soudal Quick-Step               | 16 pts                          |
| 9e                              | Bruno Armirail                  | France                          | Decathlon-AG2R La Mondiale      | 15 pts                          |
| 10e                             | Michael Storer                  | Australie                       | Tudor                           | 14 pts                          |
| modifier                        |                                 |                                 |                                 |                                 |

| Classement général du meilleur jeune | Classement général du meilleur jeune | Classement général du meilleur jeune | Classement général du meilleur jeune | Classement général du meilleur jeune |
|                                      | Coureur                              | Pays                                 | Équipe                               | Temps                                |
| ------------------------------------ | ------------------------------------ | ------------------------------------ | ------------------------------------ | ------------------------------------ |
| 1er                                  | Florian Lipowitz                     | Allemagne                            | Red Bull-Bora-Hansgrohe              | en 50 h 48 min 21 s                  |
| 2e                                   | Oscar Onley                          | Royaume-Uni                          | Picnic-PostNL                        | + 1 min 25 s                         |
| 3e                                   | Kévin Vauquelin                      | France                               | Arkéa-B&B Hotels                     | + 2 min 28 s                         |
| 4e                                   | Ben Healy                            | Irlande                              | EF Education-EasyPost                | + 10 min 48 s                        |
| 5e                                   | Carlos Rodríguez                     | Espagne                              | Ineos Grenadiers                     | + 15 min 4 s                         |
| 6e                                   | Romain Grégoire                      | France                               | Groupama-FDJ                         | + 1 h 3 min 29 s                     |
| 7e                                   | Ilan Van Wilder                      | Belgique                             | Soudal Quick-Step                    | + 1 h 17 min 30 s                    |
| 8e                                   | Alex Baudin                          | France                               | EF Education-EasyPost                | + 1 h 20 min 31 s                    |
| 9e                                   | Raúl García Pierna                   | Espagne                              | Arkéa-B&B Hotels                     | + 1 h 21 min 3 s                     |
| 10e                                  | Joseph Blackmore                     | Royaume-Uni                          | Israel-Premier Tech                  | + 1 h 21 min 52 s                    |
| modifier                             |                                      |                                      |                                      |                                      |

| Classement par équipes | Classement par équipes     | Classement par équipes | Classement par équipes |
|                        | Équipe                     | Pays                   | Temps                  |
| ---------------------- | -------------------------- | ---------------------- | ---------------------- |
| 1re                    | Visma-Lease a Bike         | Pays-Bas               | en 152 h 43 min 39 s   |
| 2e                     | UAE Emirates XRG           | Émirats arabes unis    | + 13 min 48 s          |
| 3e                     | Decathlon-AG2R La Mondiale | France                 | + 43 min 28 s          |
| 4e                     | Arkéa-B&B Hotels           | France                 | + 43 min 29 s          |
| 5e                     | Red Bull-Bora-Hansgrohe    | Allemagne              | + 45 min 59 s          |
| 6e                     | Ineos Grenadiers           | Royaume-Uni            | + 1 h 30 min 2 s       |
| 7e                     | Movistar                   | Espagne                | + 1 h 37 min 20 s      |
| 8e                     | Groupama-FDJ               | France                 | + 1 h 38 min 21 s      |
| 9e                     | XDS Astana                 | Kazakhstan             | + 1 h 51 min 18 s      |
| 10e                    | Picnic-PostNL              | Pays-Bas               | + 2 h 2 min 43 s       |
| modifier               |                            |                        |                        |

## Abandons
Quatre coureurs ont abandonné au cours de l'étape : 
- Bryan Coquard (Cofidis) : non partant, en raison d’une fracture de la première phalange de l'annulaire droit lors de la douzième étape[8], blessure alors occasionnée par la mauvaise récupération de sa musette de ravitaillement ;
- Steff Cras (TotalEnergies) : abandon[9] ;
- Remco Evenepoel  (Soudal Quick-Step) : abandon[10], alors qu’il était 3e au classement général ;
- Mattias Skjelmose (Lidl-Trek) : abandon après une chute en course, à la suite d’un choc avec un terre-plein central[9].